# Comté de Ripley (Missouri)
Pour les articles homonymes, voir Comté de Ripley.
Le comté de Ripley (Ripley county) est un comté du Missouri aux États-Unis. Le siège du comté se situe à Doniphan. Le comté date de 1833 et il fut nommé en hommage au général Eleazar Wheelock Ripley.  Au recensement de 2000, la population était constituée de 13 509 individus. Le comté abrite la forêt nationale de Mark Twain.

## Géographie
Selon le bureau du recensement des États-Unis, le comté totalise une surface de 1 636 km2 dont 6 km2 d’eau.

### Comtés voisins
- Comté de Carter (Missouri) (nord)
- Comté de Butler (Missouri) (est)
- Comté de Clay (Arkansas) (sud-est)
- Comté de Randolph (Arkansas) (sud-ouest)
- Comté d'Oregon (Missouri) (ouest)

### Routes principales
- U.S. Route 160
- Missouri Route 21
- Missouri Route 142

## Démographie
Selon le recensement de 2000, sur les 13 509 habitants, on retrouvait 5.416 ménages et 3.845 familles dans le comté. La densité de population était de 8 habitants par km² et la densité d’habitations (6 392 au total)  était de 4 habitations par km². La population était composée de 97,17 % de blancs, de 0,04 %  d’afro-américains, de 1,33 % d’amérindiens et de 0,22 % d’asiatiques.
30,30 % des ménages avaient des enfants de moins de 18 ans, 57,4 % étaient des couples mariés. 24,8 % de la population avait moins de 18 ans, 7,9 % entre 18 et 24 ans, 25,3 % entre 25 et 44 ans, 24,7 % entre 45 et 64 ans et 17,3 % au-dessus de 65 ans. L’âge moyen était de 39 ans. La proportion de femmes était de 100 pour 94,3 hommes.
Le revenu moyen d’un ménage était de 22 761 dollars.

## Villes et cités
| - Briar - Doniphan - Fairdealing | - Gatewood - Naylor - Oxly | - Pine - Poynor |